# 8444 Popovich
8444 Popovich è un asteroide areosecante. Scoperto nel 1969, presenta un'orbita caratterizzata da un semiasse maggiore pari a 2,2673192 UA e da un'eccentricità di 0,2692152, inclinata di 1,93999° rispetto all'eclittica.
L'asteroide è dedicato al cosmonauta sovietico Pavel Romanovič Popovič .